# Melanopolia lysida
Melanopolia lysida là một loài bọ cánh cứng trong họ Cerambycidae.